# Thủy điện Bản Ang
Thủy điện Bản Ang là công trình thủy điện xây dựng trên dòng Nậm Mô tại vùng đất bản Ang xã Xá Lượng huyện Tương Dương tỉnh Nghệ An, Việt Nam .
Thủy điện Bản Ang có công suất 17 MW với 2 tổ máy, khởi công tháng 04/2015 dự kiến hoàn thành 2017 .

## Nậm Mô
Nậm Mô hay nậm Mộ  là phụ lưu cấp 1 của sông Lam.
Nậm Mô khởi nguồn từ hợp lưu nhiều suối trên đất Lào, trong đó dòng chính bắt nguồn từ sườn tây nam dãy núi Phu Xai Lai Leng tại huyện Khamkeuth và Viengthong tỉnh Bolikhamxay, chảy về hướng tây bắc 19°8′55″B 104°9′59″Đ / 19,14861°B 104,16639°Đ. Núi Phu Xai Lai Leng ở biên giới giáp vùng đất các xã Nậm Càn và Na Ngoi huyện Kỳ Sơn.
Sau đó đến huyện Mok Mai tỉnh Xiengkhuang sông đổi hướng đông bắc 19°16′51″B 103°48′59″Đ / 19,28083°B 103,81639°Đ, rồi là ranh giới tự nhiên cho biên giới Việt-Lào đoạn ở các xã Mường Ải, Mường Típ và Tà Cạ.
Tại bản Nhạn Lý xã Tà Cạ 19°25′3″B 104°4′11″Đ / 19,4175°B 104,06972°Đ sông đổi hướng đông nam, chảy vào đất Việt.
Đến làng Cửa Rào xã Xá Lượng huyện Tương Dương 19°17′10″B 104°25′39″Đ / 19,28611°B 104,4275°Đ thì đổ vào sông Lam.
Trên dòng nậm Mô có các thủy điện:
- Thủy điện Bản Ang.
- Thủy điện Nậm Mô công suất 18 MW, là thủy điện xây dựng đầu tiên ở vùng này, tại bản Cánh xã Tà Cạ huyện Kỳ Sơn, khởi công tháng 04/2010 hoàn thành năm 2013.
- Tháng 01/2017 dự án thủy điện Nậm Mô 1 công suất 90 MW được chính phủ chấp thuận, là dự án có vùng hồ nước ở biên giới Việt-Lào và tuân theo hiệp định về hợp tác Việt Lào [5].